# Iranian Air Transport
Iranian Air Transport (Perzisch: هواپیمایی کارون) is een Iraanse luchtvaartmaatschappij met haar thuisbasis in Ahvaz. De luchtvaartmaatschappij is opgericht in 1992.

## Vloot
De vloot van Iranian Air Transport bestaat uit:(juni 2022)
- 2 Boeing 737-300
- 5 Fokker 50
- 5 Fokker 100